# Natalja Viktorovna Szokolova
Natalja Viktorovna Szokolova, Наталья Викторовна Соколова (Odessza, 1916. április 12. – Moszkva, 2002. szeptember 25.) orosz tudományos-fantasztikus írónő, publicista, esszéíró

## Élete
Apja Viktor Jakovlevics Tipot színházi személyiség, anyja Nagyezsda Germanovna Blumenfeld fordító, a Cvetajeváról szóló emlékiratok szerzője volt. A Makszim Gorkij Irodalmi Intézetben végzett 1938-ban, 1958-ban lett a Szovjet Írószövetség tagja. Moszkvában élt. Ő volt Konsztantyin Mihajlovics Szimonov író első felesége, aki a Пять страниц"" című, 1938-ban írt versét ajánlotta neki.
1936-tól jelentkezett kritikákkal, kritikai cikkekkel. Rendszeresen publikált a Вопросы литературы című folyóiratban. 1961-ben jelentette meg első kötetét Нас четверо címmel, a mű finoman, lélektanilag hitelesen írja le két, apjukat a fronton elvesztő fiú felnőtté válását a második világháború évei alatt.  
Sokat alkotott a fantasy műfajában, első fantasztikus munkája a Захвати с собой улыбку на дорогу (1964) volt. A munka műfaja nehezen meghatározható, ötvözi a modern mese, a politikai allegória és a "kemény" science-fiction elemeit. Főhőse egy tudós, aki egy meg nem nevezett európai országban él. A munka a disztópia jegyeit is magán hordozza. Élete utolsó éveiben emlékiratain, valamint egy anekdotagyűjteményen dolgozott. Fia 2006-ban kiadta az emlékiratok egy kötetét, amely a háború miatt Moszkvából evakuált írók családtagjairól szól, e munka is több oldalon keresztül foglalkozik Cvetajevával.

## Magyarul megjelent művei
- Desiderata (novella, Galaktika 40., 1980)
- A tizenegyedik lépés (novella, Galaktika 56., 1984)
- Onnan érkezett (novella, Ház kísértettel c. antológia, WORLD SF Magyar Tagozata, 1988, ISBN 9630189402)

## Fordítás
- Ez a szócikk részben vagy egészben  a(z)   Соколова, Наталья Викторовна című orosz Wikipédia-szócikk ezen változatának fordításán alapul.  Az eredeti cikk szerkesztőit annak laptörténete sorolja fel. Ez a jelzés csupán a megfogalmazás eredetét és a szerzői jogokat jelzi, nem szolgál a cikkben szereplő információk forrásmegjelöléseként.